# Abram Stokhof de Jong
Abraham Petrus Stokhof de Jong (Amsterdam, 11 mei 1911 – Vipiteno, 12 augustus 1966) was een Nederlandse glazenier, wandschilder en mozaïekkunstenaar.

## Leven en werk
Stokhof de Jong was een zoon van Lodewikus Albertus Stokhof de Jong en Helena Annart. Hijzelf trouwde met Anna Maria Woltera Sinnige; zoon Stef Stokhof de Jong werd ook beeldend kunstenaar.
Hij zou tekenleraar worden , maar hij maakte de opleiding niet af. Hij stapte over naar de afdeling monumentale schilderkunst van de Rijksakademie van beeldende kunsten in Amsterdam, waar hij studeerde onder Heinrich Campendonk en Johannes Hendricus Jurres. Vooral Campendonk zette zijn studenten aan het werk; het bleef niet bij ontwerpen, de leerlingen moesten de ramen, mozaïeken en sgraffiti zelf kunnen uitvoeren. Al snel nadat Stokhof de Jong de academie verliet, kwamen de opdrachten binnen. In zijn beginperiode werkte hij samen met Karel Trautwein, later kreeg hij een eigen atelier. Hij maakte glas-in-loodramen, fresco's en muurschilderingen voor een tachtigtal kerken en openbare gebouwen. Ook buiten Nederland is werk van hem te vinden, zo maakte hij nieuwe glas-in-loodramen voor de in de Tweede Wereldoorlog gebombardeerde Sint-Dominicuskerk in Antwerpen. Hij maakte vooral religieuze afbeeldingen. Hij had een atelier aan het Kerkpad in Soest, maar reisde ook geregeld naar het buitenland (Italië, Frankrijk) voor inspiratie.
Stokhof de Jong gaf les aan Academie St. Joost in Breda en Artibus in Utrecht. Hij was ook belast met de artistieke leiding van de Volksuniversiteit in Soest, waarvan hij mede-oprichter en later voorzitter was. Hij gaf geregeld lezingen over kunstgeschiedenis.
Hoewel hij een katholiek van 'boven de Moerdijk' was, sloot Stokhof de Jong naar geest en opvatting nauw aan bij de Limburgse School en erkende hij in Henri Jonas een grootmeester.

## Werken (selectie)
- 1940 glas-in-loodraam retraitehuis Bergen;
- 1944 wandschildering op baksteen (120 m²) De lijdende, strijdende en zegevierende Kerk, Heilige-Familiekerk, Soest;
- 1946 glas-in-loodramen Heilige-Familiekerk, Soest;
- 1946 glas-in-loodramen St. Elisabeth-ziekenhuis, Alkmaar;
- 1946 glas-in-loodraam Sint-Nicolaas te paard, Heilige Nicolaaskerk te Baarn;
- 1949 glas-in-loodramen R.K. Dominicanenkerk, Antwerpen;
- 1950 glas-in-loodramen R.K. H. Adrianuskerk te Naaldwijk;
- 1953 paneel Vrede en welvaart in raadszaal gemeentehuis te Oosterland;
- 1954 glas-in-loodramen Chr. u.l.o.-school Soestdijk;
- 1956 mozaïek van de aartsengel Michaël, Michaëlschool te Amersfoort;[6]
- 1957 drie marmeren mozaïeken Sint-Catharinakerk, Amsterdam;
- 1960 Mozaïek huishoudschool, Enschede;
- 1961-1965 twaalf glas-in-loodramen voorstellende de Geloofsbelijdenis in de Sint-Martinuskerk te Hoogland;
- 1962 glas-in-loodraam hal Farmaceutisch Lab. Universiteit Utrecht, vervolgens F.A.F.C. Wentgebouw, Uithof;
- 1965 Keramiekreliëf Ark van Noach, buurthuis Kastor, Kastordreef Utrecht.[7]

## Galerij

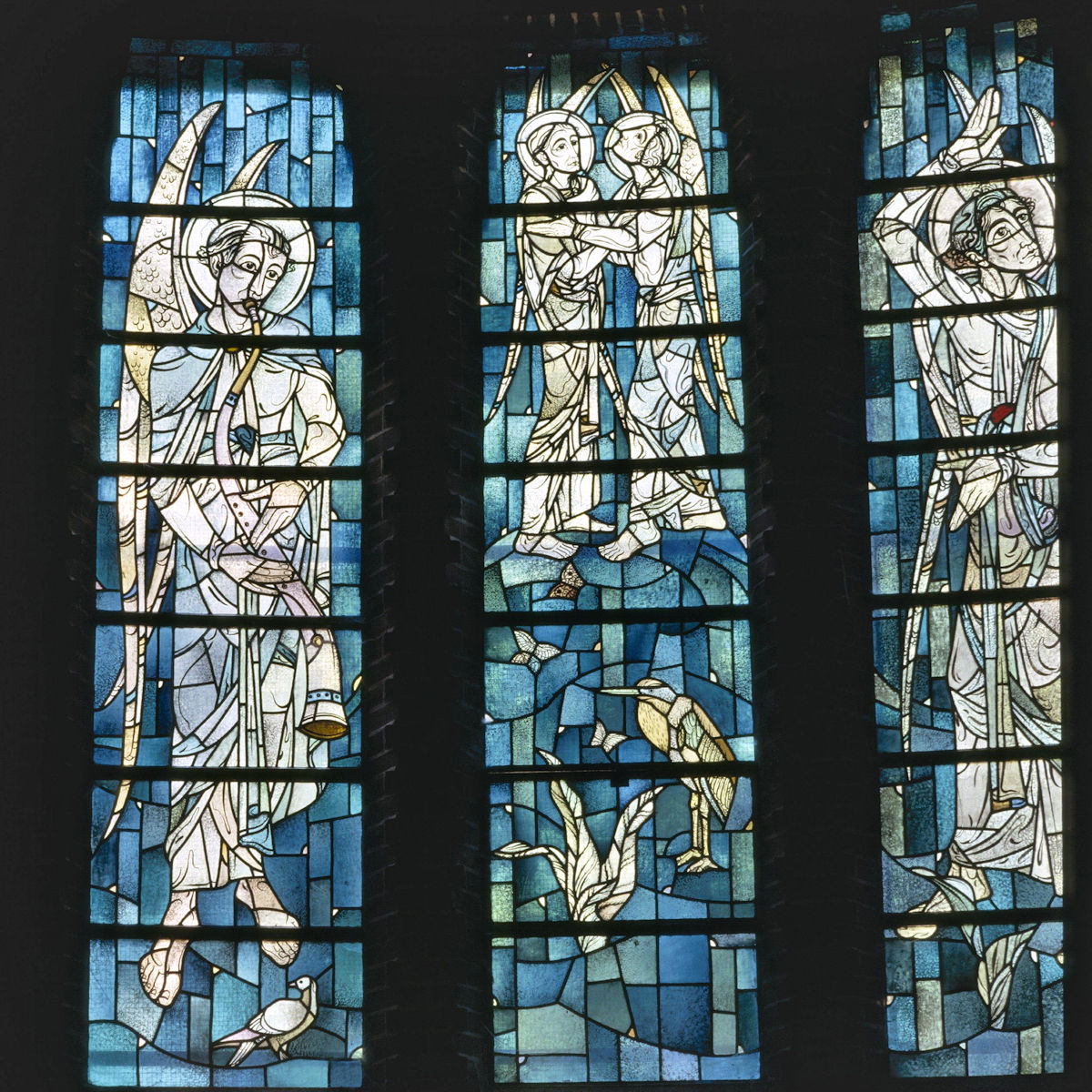
Raam retraitehuis (1940), Bergen
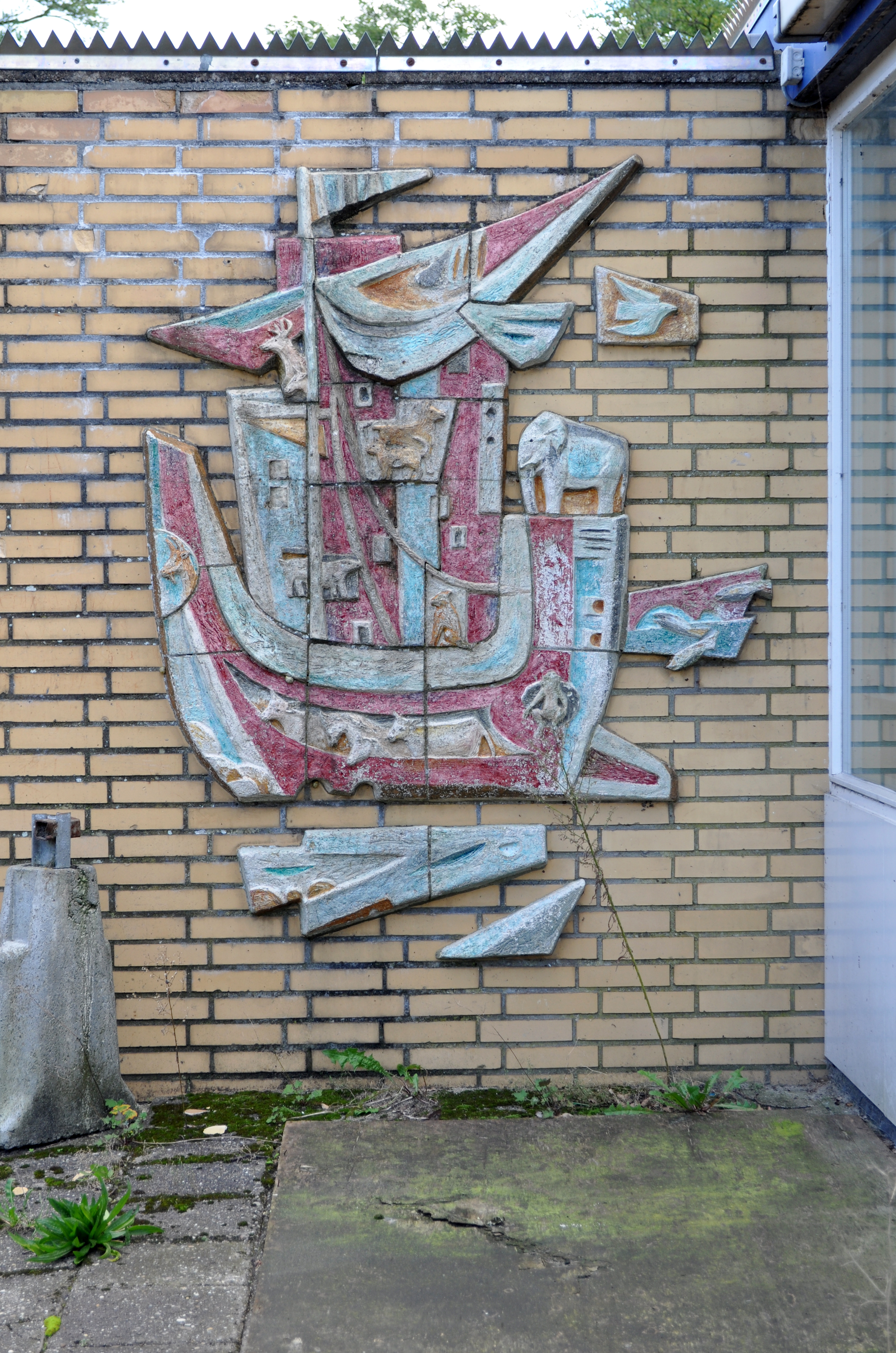
Keramiekreliëf Ark van Noach (1965), buurthuis Kastor, Utrecht